# Sjtjutjyn rajon
Sjtjutjyn rajon (belarusiska: Шчучынскі раён: Sjtjutjynski rajon), även Sjtjutjin rajon ryska: Щучинский район: Sjtjutjinskij rajon), är ett distrikt i Belarus. Det ligger i Hrodna voblast, i den västra delen av landet, 190 km väster om huvudstaden Minsk.